# Distichophyllum carinatum
Espèce
Statut de conservation UICN

 EN B2ab(ii,iii,v) : En danger
Distichophyllum carinatum est une espèce de plantes de la famille des Hookeriaceae.

## Publication originale
- Revue Bryologique 36: 24. f. 1–7. 1909.